# Hideto Inoue
Hideto Inoue (født 27. juni 1982) er en tidligere japansk fodboldspiller.
Han har spillet for flere forskellige klubber i sin karriere, herunder Ehime FC.